# Mala Tribich
Mala Tribich MBE  (nascida em 24 de setembro de 1930) é uma sobrevivente do Holocausto britânica de origem polonesa e palestrante educacional.

## Vida pregressa
Tribich nasceu em 1930 em uma família judia em Piotrków Trybunalski, voivodia de Łódź, Polônia . Seu irmão mais velho era Ben Helfgott .
Durante o Holocausto, ela foi internada em Ravensbrück e posteriormente enviada para Bergen-Belsen . Ela e seu irmão Ben foram os únicos membros da família que sobreviveram.

## Vida posterior
Tribich vive no Reino Unido desde 1947. Ela se formou secretária em Londres e, em 1950, casou-se com Maurice Tribich, um arquiteto de uma família judia britânica.
Ela deu palestras em muitas escolas e universidades no Reino Unido sobre o Holocausto .

## Honras
Tribich foi nomeado Membro da Ordem do Império Britânico (MBE) nas Honras de Aniversário de 2012, por serviços prestados à educação.